# Justin Lindine
Justin Lindine (né le 11 janvier 1984) est un coureur américain spécialiste du cyclo-cross et membre de l'équipe BikeReg.com / Joe's Garage.

## Palmarès en cyclo-cross
- 2010-2011
  - The Nor Easter Cyclo-cross at Loon Mountain, Lincoln
  - Ellison Park Cyclo-cross, Rochester
- 2011-2012 
  - New England Championship Series #5 - Providence Cyclo-cross 1, Providence
  - New England Championship Series #6 - Providence Cyclo-cross 2, Providence
  - New England Championship Series #7 - Downeast Cyclo-cross, New Gloucester
  - Granogue Cross 1, Wilmington
  - Granogue Cross 2, Wilmington
- 2012-2013 
  - New England Cyclo-Cross Series #3 - Downeast Cyclo-cross 1, New Gloucester
- 2013-2014 
  - NEPCX  #7 - NBX Gran Prix of Cross - Day 1, Warwick
- 2017-2018 
  - NBX Gran Prix of Cross #2, Warwick
- 2018-2019 
  - HPCX #1, Jamesburg
  - HPCX #2, Jamesburg
  - Really Rad Festival of Cyclocross #1, Falmouth